# صموئيل ويتكومب جونيور
صموئيل ويتكومب جونيور (بالإنجليزية: Samuel Whitcomb, Jr.)‏ هو نقابي وصحفي أمريكي، ولد في 14 سبتمبر 1792، وتوفي في 5 مارس 1879.